# Mercè Gambús i Saiz
Mercè Gambús Saiz (Barcelona, 1 d’agost de 1953) és doctora en Història de l’art i llicenciada en Dret. Des de l’any 1976 exerceix com a professora d’Història de l’art a la Universitat de les Illes Balears, és investigadora del Grup de Conservació del Patrimoni Artístic Religiós d’aquesta Universitat i directora de la Càtedra Seu de Mallorca des del 2019.

## Trajectòria professional
Es va llicenciar en Història de l’art l’any 1976 per la Universitat Autònoma de Barcelona i el 1979 en Dret, i el 1987 es va doctorar per la Universitat de les Illes Balears, amb la tesi titulada El Manierismo en el arte mallorquín. Siglos XVI y XVII.
L’octubre de 1976 va incorporar-se com a professora a la Universitat de les Illes Balears i l’agost de 1989 va esdevenir professora titular d’Història de l’art. Va coordinar també el curs d’orientació universitària i entre 1994 i 1998 va treballar com a professora especialista de la Llei orgànica general del sistema educatiu (LOGSE). Paral·lelament va formar part del consell de redacció de diverses revistes com Bolletí de la Societat Arqueològica Lul·liana (1988-1998) o Mayurqa (1991-1998).
Entre els anys 1998 i 2007 va ocupar diferents càrrecs acadèmics com a vicerectora de la Universitat de les Illes Balears: vicerectora d’extensió universitària (1998-1999), vicerectora d’extensió universitària i activitats culturals (1999-2003), vicerectora d’investigació (2003-2004), vicerectora de postgrau i gabinet del rector (2004-2007) i directora del Centre d’Estudis de Postgrau (2006-2007).
Durant aquells anys va ser membre de diverses institucions de les Illes relacionades amb el patrimoni i el món acadèmic. Així, va formar part del part del patronat de la Fundació Art a la Seu (2002-2008), de la comissió tècnica assessora del Patrimoni Històric de Menorca (2003-2004), de la comissió assessora del Consell de Direcció de l’Agència de Qualitat Universitària de les Illes Balears (2003), del Consell Acadèmic de l’Enciclopèdia d’Eivissa i Formentera (2004) i va ser plenària de l’Institut d’Estudis Baleàrics (2005).
També ha format part del Centre d’Estudis de l’Art del Renaixement de la Fundación Quílez Llisterri (Aragó), del Centre d’Art d’Època Moderna de la Universitat de Lleida, de l’Associació de Crítics i Comissaris de Art d’Espanya, de l’Associació de Crítics i Comissaris d’Art de les Illes Balears i de la Comissió Diocesana de Patrimoni i Art Sacre de Mallorca. Igualment, ha participat en els comitès científics de la revista Boletín Académico. Revista de Investigación y Arquitectura Contemporania, de la col·lecció d’estudis monogràfics Seu de Mallorca, del Congrés Internacional d’Arquitectura Religiosa Contemporània i de les Jornades d’Estudis Històrics de la Seu de Mallorca. Des de l’any 2009 és assessora tècnica en matèria de patrimoni artístic de la catedral de Mallorca.
Des de l'any 2018, i com a investigadora de la Universitat, és la responsable de la coordinació cientificotècnica del Departament de Cultura de la Catedral de Mallorca, que integra l'Arxiu Capitular, la Conservació de la Catedral, el Museu Capitular i el Museu d'Art Sacre de Mallorca. Des d'octubre de 2019 és la directora de la Càtedra Seu de Mallorca.

## Recerca
Com a investigadora ha treballat en diverses direccions, relacionades d’una banda amb l'estudi de l’art i l’arquitectura de l’època moderna i, de l’altra, amb la conservació, restauració i gestió del patrimoni artístic religiós de les Illes Balears. A partir de la seva tesi doctoral, va concentrar la seva recerca en l’art mallorquí dels segles xvi i xvii amb diversos estudis sobre la problemàtica social de l’art mallorquí de l'edat moderna o relatius a l’arquitectura de façanes o repertoris iconogràfics de l'escultura monumental. En aquesta línia, va investigar els escultors propers al taller de Damià Forment i la seva activitat a Mallorca. D’altra banda, també va analitzar les fonts literàries del segle xvii.
Des del 1997 és la investigadora principal responsable del grup de Conservació del Patrimoni Artístic Religiós de la Universitat de les Illes Balears, que ha desenvolupat setze projectes de recerca i contractes relacionats amb la conservació del patrimoni religiós de les Illes Balears.